# Energie (Ronnie Flex)
Energie is een single van de Nederlandse rapper Ronnie Flex in samenwerking met rapper Frenna uit 2016. Het stond in 2017 als negende track op het album Rémi van Ronnie Flex.

## Achtergrond
Energie is geschreven door Ronell Plasschaert, Boaz de Jong, Francis Junior Edusei, Giordano Ashruf, Lionel Richie, Rashid Badloe, Robin Francesco, Ronald LaPread en Shareef Badloe en geproduceerd door Boaz van de Beatz, Ronnie Flex en Afro Bros. Richie en LaPread van The Commodores zijn gecrediteerd voor het gebruik van een sample van een van hun nummers in het lied. Het nederpoplied waarin de liedvertellers zingen en rapper over een meisje, welke zij mooi vinden en haar "energie voelen". Het is niet de eerste keer dat de twee rappers samen op een nummer staan; in 2015 was er al de samenwerking op Laten gaan en stonden beide rappers op het album New wave. De single heeft in Nederland de vijfdubbele platina status.
In 2022 werd het nummer gesampled door Ronnie Flex zelf in het lied Adrenaline, welke hij samen met Kris Kross Amsterdam en Zoë Tauran uitbracht.

## Hitnoteringen
De rappers waren erg succesvol met het lied in Nederland. In de Single Top 100 was het een week lang op de eerste plaats te vinden en stond het in totaal vijftig weken in de lijst. De piekpositie in de Top 40 was de tweede plaats. Het was negentien weken in deze hitlijst te vinden.